# Gornji Vakuf-Uskoplje
Gornji Vakuf-Uskoplje – miasto w Bośni i Hercegowinie, w Federacji Bośni i Hercegowiny, w kantonie środkowobośniackim, siedziba gminy Gornji Vakuf-Uskoplje. W 2013 roku liczyło 4831 mieszkańców, z czego większość stanowili Chorwaci.